# Massoulès
Massoulès é uma comuna francesa na região administrativa da Nova Aquitânia, no departamento Lot-et-Garonne. Estende-se por uma área de 7,75 km². Em 2010 a comuna tinha 221 habitantes (densidade: 28,5 hab./km²).